# Nuoto ai I Giochi del Mediterraneo
Il nuoto ai Giochi del Mediterraneo 1951 ha visto lo svolgimento di 7 gare, tutte maschili.

## Podi

### Uomini
| Evento               | Oro                                                            | Prestazione | Argento                                                                 | Prestazione. | Bronzo                                                             | Prestazione |
| Stile libero         |                                                                |             |                                                                         |              |                                                                    |             |
| 100 m                | Alex Jany                                                      | 58” 9       | Carlo Pedersoli                                                         | 59” 7        | Jean Boiteux                                                       | 1'00” 0     |
| 400 m                | Jean Boiteux                                                   | 4'47” 5     | Joseph Bernardo                                                         | 4'53” 3      | Enrique Granados                                                   | 4'57” 0     |
| 1500 m               | Jean Boiteux                                                   | 19'32” 9    | Joseph Bernardo                                                         | 19'40” 3     | Enrique Granados                                                   | 19'59” 5    |
| Dorso                |                                                                |             |                                                                         |              |                                                                    |             |
| 100 m                | Gilbert Bozon                                                  | 1'07"2      | Egidio Massaria                                                         | 1'11"3       | Angelo Romani                                                      | 1'12"0      |
| Rana                 |                                                                |             |                                                                         |              |                                                                    |             |
| 200 m                | Maurice Lusien                                                 | 2'41” 9     | Jesús Domínguez                                                         | 2'43” 7      | Giorgio Grilz                                                      | 2'48"0      |
| Staffette            |                                                                |             |                                                                         |              |                                                                    |             |
| 4x200 m stile libero | Francia Joseph Bernardo Michel Vandamme Jean Boiteux Alex Jany | 9'05” 2     | Spagna Roberto Queralt Roberto Alberiche Isidoro Ferry Enrique Granados | 9'16” 3      | Egitto Taha El-Gamal Dorri El-Said Abdel Aziz El-Shafei Jack Hakim | 9'23” 8     |
| 3x100 m misti        | Francia Gilbert Bozon Maurice Lusien Alex Jany                 | 3'17” 2     | Italia Egidio Massaria Giorgio Grilz Carlo Pedersoli                    | 3'23” 0      | Spagna Antonio Quevedo Jesús Domínguez Ricardo Conde               | 3'23” 9     |

## Medagliere
| Posizione | Paese   | Oro | Argento | Bronzo | Totale |
| --------- | ------- | --- | ------- | ------ | ------ |
| 1         | Francia | 7   | 2       | 1      | 10     |
| 2         | Italia  | 0   | 3       | 2      | 5      |
| 3         | Spagna  | 0   | 2       | 3      | 5      |
| 4         | Egitto  | 0   | 0       | 1      | 1      |
| Totale    | Totale  | 7   | 7       | 7      | 21     |